# ITS Cup 2016
ITS Cup 2016 byl tenisový turnaj pořádaný jako součást ženského okruhu ITF, který se odehrával na otevřených antukových dvorcích v areálu OMEGA centrum sportu a zdraví. Událost s rozpočtem 50 000 dolarů probíhala mezi 11. až 17. červencem 2016 v Olomouci jako osmý ročník turnaje. 

## Ženská dvouhra

### Nasazení
| Země                           | Hráčka                   | WTA | Nasazení |
| ------------------------------ | ------------------------ | --- | -------- |
| Rusko                          | Jelizaveta Kuličkovová   | 117 | 1        |
| Česko                          | Petra Cetkovská          | 138 | 2        |
| Francie                        | Myrtille Georgesová      | 179 | 3        |
| Rusko                          | Jekatěrina Alexandrovová | 223 | 4        |
| Česko                          | Tereza Smitková          | 224 | 5        |
| Česko                          | Karolína Muchová         | 229 | 6        |
| Chorvatsko                     | Tena Lukasová            | 267 | 7        |
| Polsko                         | Katarzyna Kawová         | 299 | 8        |
| Žebříček WTA k 26. červnu 2016 |                          |     |          |

### Jiné formy účasti
Následující hráčky obdržely divokou kartu do hlavní soutěže:
- Jekatěrina Makarovová
- Barbora Miklová
- Gabriela Pantůčková
- Anna Sisková

Následující hráčky postoupily z kvalifikace:
- Ágnes Buktová
- Pernilla Mendesová
- Lisa-Maria Moserová
- Vendula Žovincová

## Přehled finále

### Ženská dvouhra
- Jelizaveta Kuličkovová vs.  Jekatěrina Alexandrovová, 4–6, 6–2, 6–1

### Ženská čtyřhra
- Ema Burgić Bucková /  Jasmina Tinjićová vs.  Katharina Lehnertová /  Anastasija Šošynová, 7–5, 6–3